# Copa del Món de Futbol 2018 - Grup A
El Grup A de la Copa del Món de Futbol 2018, realitzada a Rússia, està compost per quatre equips, que s'enfrontaran entre ells amb un total de sis partits. Quan acabin aquests partits, els dos equips amb més punts es classificaran per a la fase següent.
El primer lloc d'aquest grup s'enfrontarà contra el segon del grup B. El segon lloc del grup s'enfrontarà al primer del grup B.

## Integrants
El grup A està integrat per les seleccions següents:
| Rússia | Aràbia Saudita | Egipte | Uruguai |
| ------ | -------------- | ------ | ------- |

Segons el Ranking Mundial de la FIFA del 15 de març del 2018, Uruguai estava classificada en 22è lloc, Egipte en el 44è, Rússia en el 63è i Aràbia Saudita en el 69è.

## Classificació
| Pos | Equip          | PJ | PG | PE | PP | GF | GC | DG | Pts | Classificació        |
| --- | -------------- | -- | -- | -- | -- | -- | -- | -- | --- | -------------------- |
| 1   | Uruguai        | 3  | 3  | 0  | 0  | 5  | 0  | +5 | 9   | Avança a segona fase |
| 2   | Rússia (H)     | 3  | 2  | 0  | 1  | 8  | 4  | +4 | 6   | Avança a segona fase |
| 3   | Aràbia Saudita | 3  | 1  | 0  | 2  | 2  | 7  | −5 | 3   |                      |
| 4   | Egipte         | 3  | 0  | 0  | 3  | 2  | 6  | −4 | 0   |                      |

## Partits

### Rússia vs. Aràbia Saudita
| Rússia                                                          | 5–0     | Aràbia Saudita |
| --------------------------------------------------------------- | ------- | -------------- |
| Gazinski 12' · Txérixev 43', 90+1' · Dziuba 71' · Golovín 90+4' | Informe |                |

### Egipte vs. Uruguai
| Egipte | 0–1     | Uruguai     |
| ------ | ------- | ----------- |
|        | Informe | Giménez 89' |

### Rússia vs. Egipte
| Rússia                                       | 3–1     | Egipte         |
| -------------------------------------------- | ------- | -------------- |
| Fathy 47' (p.p.) · Txérixev 59' · Dziuba 62' | Informe | Salah 73' (p.) |

### Uruguai vs. Aràbia Saudita
| Uruguai    | 1–0     | Aràbia Saudita |
| ---------- | ------- | -------------- |
| Suárez 23' | Informe |                |

### Uruguai vs. Rússia
| Uruguai                                       | 3–0     | Rússia        |
| --------------------------------------------- | ------- | ------------- |
| Suárez 10' · Txérixev 23' (p.p.) · Cavani 90' | Informe | Smólnikov 36' |

### Aràbia Saudita vs. Egipte
| Aràbia Saudita                  | 2–1     | Egipte    |
| ------------------------------- | ------- | --------- |
| Salman 45+6' (p.) · Salem 90+5' | Informe | Salah 22' |